# Chirothecia botucatuensis
Chirothecia botucatuensis là một loài nhện trong họ Salticidae.
Loài này thuộc chi Chirothecia. Chirothecia botucatuensis được Bauab miêu tả năm 1980.